# PlayStation 4
A PlayStation 4 (プレイステーション4; Hepburn: Pureisutēshon Fō; vagy a hivatalos rövidítés szerint PS4) a Sony Computer Entertainment videójáték-konzolja. A gépet 2013. február 20-án egy sajtótájékoztatón mutatták be a PlayStation 3 utódjaként. A PS4 2013. november 15-én Észak-Amerikában 2013. november 15-én, Európában és Ausztráliában 2013. november 29-én jelent meg. Riválisai a Nintendo Wii U és a Microsoft Xbox One a nyolcadik generációs játékkonzolok részeként. A konzolból 2019 decemberéig 106 millió példányt adtak el, ezzel a PlayStation 2 (155 millió) után minden idők második legkelendőbb otthoni videójáték-konzolja.
A PlayStation 4 – Cell architektúráról átállva – egy az x86-64 utasításkészletre épülő AMD processzort használ. Az átállás célja a játékfejlesztés megkönnyítése, aminek reményében több fejlesztő fog játékot készíteni a konzolra. Ezen változásokon jól látható, hogy a Sony okult a PlayStation 3 fejlesztése, gyártása és megjelenése során felmerülő problémákból. Az egyéb fontosabb hardveres tulajdonságok közé tartozik a GDDR5 8 GB egységes memória, az elődhöz képest gyorsabb Blu-ray disc-meghajtó és az egyedi hang-, videó- és háttérfeladat-feldolgozó chipek.
Az új kontrolleren lévő Share (megosztás) gombbal és az élőben streamelhető játékvideókkal a Sony a közösségi játékra is nagyobb hangsúlyt fog fektetni, mint tette azt korábban. Az új alkalmazások és szolgáltatások között kívánja elindítani a Sony a Gaikai felhő alapú játékszolgáltatást, amin letölthető tartalmak és játékok lesznek elérhetőek. A japán cég PlayStation App néven egy alkalmazást is megjelentett, ami segítségével a PS4 tulajdonosok az okostelefonjaikat és táblagépeiket második képernyőként használhatják.

## A konzol története
Mark Cerny, a konzol vezető tervezőjének elmondása szerint a Sony nyolcadik generációs konzoljának fejlesztését 2008-ban kezdték meg, kevesebb, mint két évvel a PlayStation 3 gyártási nehézségek miatt több hónappal elnapolt megjelenése után. A csúszás következtében a Sony konzolja közel egy év hátrányba került a Microsoft Xbox 360-nal szemben, amiből a PS3 megjelenéséig már közel 10 millió példányt adtak el. A PlayStation európai részlegének vezetője, Jim Ryan kijelentette, hogy a Sony nem kívánja megismételni e hibákat a PS3 utódjával is.
2012-ben a Sony elkezdte kiszállítani az Orbis néven ismert, AMD Accelerated Processing Unit chipsettel meghajtott módosított számítógépekből álló fejlesztői csomagokat a videójáték-fejlesztők részére. 2013 elején a Sony bejelentette, hogy 2013. február 20-án PlayStation Meeting 2013 néven rendezvényt fognak tartani New Yorkban, ahol a „PlayStation jövőjéről” fognak értekezni. A Sony ezen a rendezvényen jelentette be hivatalosan a PlayStation 4-et, bemutatták annak főbb hardveres tulajdonságait, illetve annak néhány új funkcióját, de a technikai demonstrációk mellett a fejlesztés alatt álló játékokból is mutattak képsorokat. 2013. június 10-én az Electronic Entertainment Expón a Sony további részleteket közölt a PS4-ről, többek között magát a konzolt is bemutatták.
A cég 2013. augusztus 20-án a kölni Gamescom rendezvényen felfedte a konzol észak-amerikai, közép-amerikai, dél-amerikai, európai és ausztráliai megjelenési dátumát, illetve további információkat is közölt a rendszerrel kapcsolatban. A konzol 2013. november 15-én jelent meg az Amerikai Egyesült Államokban és Kanadában, amit 2013. november 29-én követett az ausztrál, az európai, az észak-amerikai, közép-amerikai és a dél-amerikai megjelenés. A PS4  2013 decemberében jelent meg Magyarországon, Dél-Koreában, Hongkongban, Tajvanon, Szingapúron, Malajziában, az Egyesült Arab Emírségekben, illetve Szaúd-Arábiában, megelőzvén a konzol 2014. február 22-i japán bemutatkozását.

## Hardver
A konzol külső dizájnját nem mutatták be a februári sajtótájékoztatón, mivel az és számos egyéb specifikációja még nem volt véglegesítve, ám a gép több technikai részletét is bejelentették. A PlayStation 4 technológiai elemei viszonylag hasonlóak a személyi számítógépek hardvereihez. A hasonlóság eredményeként a fejlesztőknek várhatóan egyszerűbb és kevésbé lesz költséges játékot készíteniük a konzolra. A Sony a konzol külső dizájnját a 2013-as E3 alkalmával mutatta be.

### Konzol
A PlayStation 4-et egy az AMD és a Sony által kifejlesztett félig-meddig egyedi gyorsított feldolgozó egység (APU) hajtja meg. Az APU egyetlen lapkán helyezkedik el, ami magába foglalja a központi feldolgozóegységet (CPU) és a grafikus feldolgozóegységet (GPU), valamint egyéb komponenseket, mint például a memóriavezérlőt vagy a videó dekódolót. A CPU két négy-négy független x86-64 magot tartalmazó egységből áll, amelyek az AMD megjelenés előtt álló Jaguar architektúrájára épülnek. A GPU 18 számítási egységből áll, amely elméleti teljesítménye 1,84 TFLOPS. Ezt a feldolgozási teljesítményt a grafikára, a fizika szimulációjára vagy ezek kombinációjára lehet felhasználni. A konzolban egy egyedi másodlagos chip is helyet kapott, amely a le- és feltöltésekkel, valamint a szociális játékelemekkel kapcsolatos feladatokat kezeli. Ezeket a feladatokat zökkenőmentesen képes kezelni a játékok alatt a háttérben vagy, amíg a rendszer alvó üzemmódban van. Ugyan egyelőre nem sok tudható a PS4 hangképességeiről, azonban az ismert, hogy a konzolnak dedikált hardveres hangmodulja lesz, ami minimális külső erőforrásigény mellett támogatja a játék közbeni csevegést, illetve lehetőséget biztosít „nagyon nagy számú” MP3-folyam játékhangként való felhasználására.
A PS4 8 GB GDDR5 egyesített rendszermemóriával van szerelve, amely maximum sávszélessége 176 GB/s. A memóriamennyiség tizenhatszor nagyobb, mint a PS3 esetében, ez várhatóan jelentős élettartamot biztosít a konzol számára. Az egységes memóriaarchitektúra lehetővé teszi, hogy a CPU és a GPU egy egységesített memóriához férjen hozzá, ezzel feleslegessé téve a különálló memóriakészleteket.
A konzol optikai meghajtója a Blu-ray lemezeket állandó szögsebesség mellett 6× sebességgel olvassa, amely maximum 27 MB/s olvasási sebességet jelent, ami jelentős előrelépés a PS3 2× sebesség mellett elért 9MB/s teljesítményéhez képest. A Sony PlayGo stratégiájának részeként a PS4-ben van egy hardveres menet közbeni Zlib dekompressziós modul, fokozva az optikai meghajtó teljesítményét, amely nagyobb valósidejű sávszélességet tesz lehetővé. Ezzel egyidejűleg a konzol folyamatosan adatot gyorsítótáraz a merevlemezre, illetve még akkor is puffereli a beolvasatlan adatokat, ha a játék nem is használja aktívan az optikai meghajtót. Annak ellenére, hogy a gép támogatja a 4K felbontású fényképek és videók megjelenítését, a rendszer várhatóan nem lesz képes a játékok 1080p feletti renderelésére. A konzolban egy szabadon bővíthető 500 GB-os merevlemez is helyet kapott.
A PlayStation 4-ben 802.11 b/g/n vezeték nélküli hálózati kapcsolat, Ethernet (10BASE-T, 100BASE-TX és 1000BASE-T), Bluetooth 2.1, és két USB 3.0 port van. A gépben egy kiegészítő port is helyet kapott a PlayStation Camera mozgásérzékelő digitális kamera csatlakoztatásához. A csomag részét képezi egy a DualShock 4 kontrollerhez csatlakoztatható monó mikrofonos fejhallgató is. A rendszer audio/videó kimeneti csatolófelületei között ott van a HDMI és az optikai S/PDIF. A PlayStation 4-ben nincs analóg audio/video kimenet.

### Kontrollerek

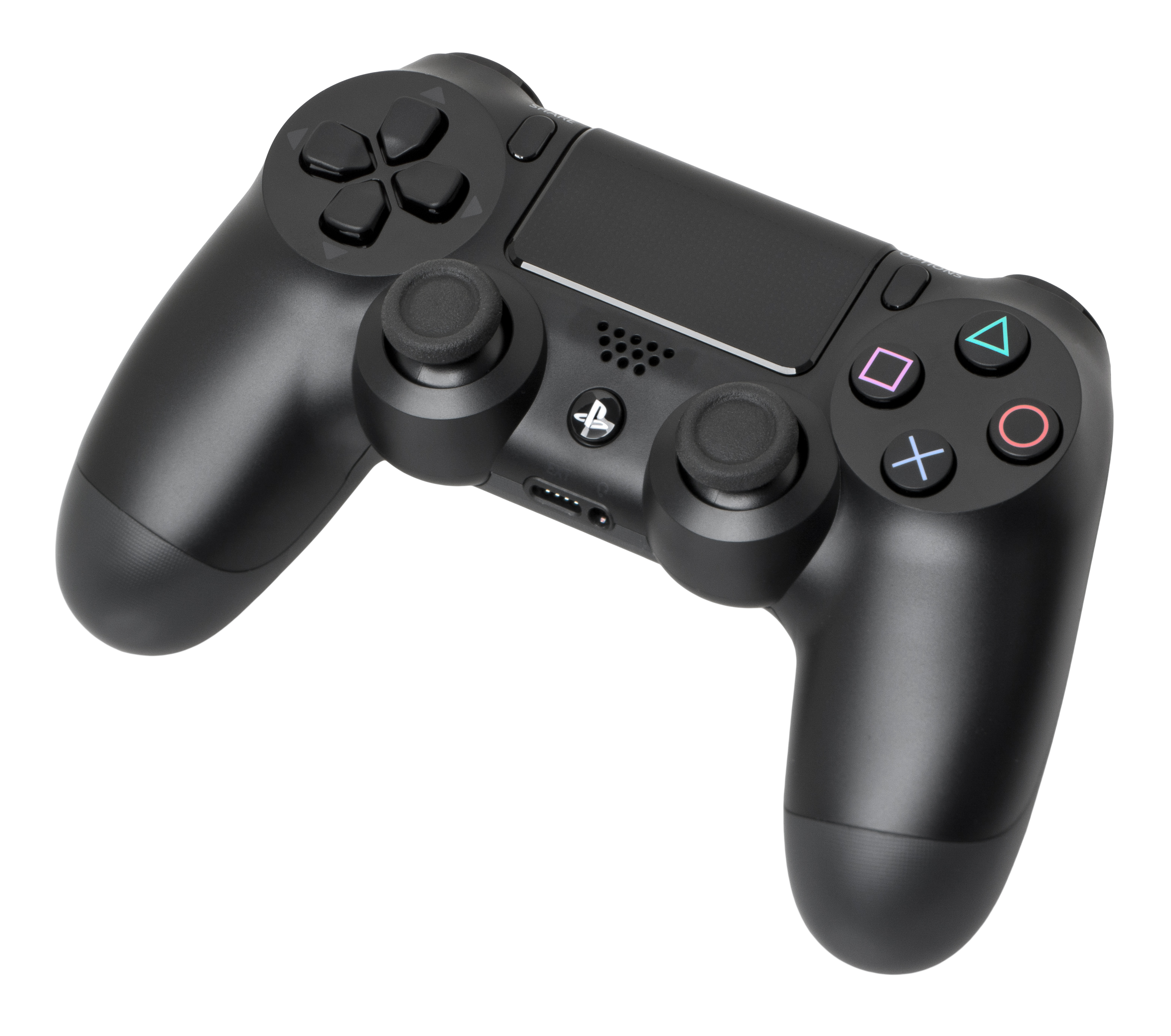
DualShock 4 kontroller

A DualShock 4 a PlayStation 4 elsődleges kontrollere. A DualShock 3-hoz hasonlóan Bluetooth 2.1+EDR-en keresztül csatlakozik a konzolhoz, ám ennek ellenére a DualShock 3 nem kompatibilis a PS4-gyel. A DualShock 4 számos újdonságot mutat fel elődeivel szemben, köztük a kontroller elejére beépített kétpontos kapacitív érintőpanelt, ami lenyomva maga is gombként funkcionál. A kontroller háromutas giroszkóp és szintén háromutas gyorsulásmérő segítségével támogatja a mozgásérzékelést, de a rezgő funkción is finomítottak elődjéhez viszonyítva. Energiaellátásáról egy nem eltávolítható, újratölthető 1000 mAh-es lítiumion-akkumulátor gondoskodik. A „közel végleges” kontroller 210 g (7,4 oz) tömegű, 162 × 52 × 98 mm (6.4 × 2.0 × 3.9 in) méretű, és gumi vagy maratott műanyag hátsó borítást kapott a tapadást elősegítendő.
A kontrolleren több kimeneti csatlakozó van, így egy sztereó jack-csatlakozó (3,5 mm TRS), amely támogatja a mikrofonos fejhallgatókat, egy mikro-USB port, egy kiegészítő port, de ezek mellett egy monó hangszóró is helyet kapott a kontrolleren. A kontrollert mikro-USB porton keresztül, külön erre a célra kialakított töltőállomáson vagy magával a konzollal (még ha az ki is van kapcsolva) lehet tölteni.
A DualShock 4-en a következő gombok vannak: PS gomb, Share gomb, Options gomb, iránygombok, akciógombok (háromszög, kör, kereszt, négyzet), vállgombok (R1/L1), ravaszok (R2/L2), az analóg karok gombjai (L3/R3) és az érintőpanel gombja. A gombkiosztás számos eltérést mutat fel a DualShock 3 és a korábbi PlayStation kontrollerekkel szemben. A Start és a Select gombok funkciói az Options gombbal érhetőek el. A Share gomb segítségével a játékosok játékvideókat vagy képeket oszthatnak meg. Az analóg karokat és a ravaszokat a fejlesztők javaslatai szerint újratervezték. A karok konkáv felületűek.
A DualShock 4-en egy fénycsík is van, amely különböző színekben világíthat. A színek segítik megkülönböztetni a játékosokat, illetve figyelmeztetheti őket, ha például fogytán van az életcsíkjuk a játékban. A fénycsík a PlayStation Camera kamerával is kommunikál, az a kontroller fénycsíkja segítségével érzékeli a mozgást és a mélységet, hasonlóan a PlayStation Move gömbjéhez. A PS4 megjelenése előtt megjelent PlayStation Move kontrollereket is támogatja a rendszer.

### PlayStation Camera
A PlayStation Camera egy mozgásérzékelő bemeneti eszköz a PlayStation 4-hez. A kamerában két 1280×800px felbontású kamera van, amelyek lencséi f/2.0 apertúrával, 30 cm fókusztávolsággal és 85°-os látómezővel működnek. A kétkamerás felépítés a célalkalmazástól függően különböző üzemmódokat tesz lehetővé. A két kamera együtt a látómezejébe kerülő tárgyak mélységének érzékelésére használható, hasonlóan az Xbox 360 Kinect perifériájához. Alternatívaként egy kamera rögzíti a videoképet, míg a másik eközben a mozgást érzékeli.
A PlayStation Camerába egy négycsatornás mikrofont is beépítettek, amely segít kiszűrni a nemkívánatos háttérzajokat, de hangparancsok kiadására is lehetőséget biztosít. Mérete 86 × 27 × 27 mm (7,3 × 1,1 × 1,1 in), tömege pedig 183 gramm (6,5 oz). A videókat tömörítetlen RAW és YUV formátumban veszi fel, a PlayStation 4-hez a konzol kiegészítő portján keresztül csatlakozik. A PlayStation Camera különálló kiegészítőként került forgalomba.

### Társeszközök
Számos eszközt, köztük okostelefonokat, táblagépeket vagy a PlayStation Vitát második képernyőként lehet használni a PlayStation 4-hez. A társeszközök fel tudják ébreszteni a konzolt az alvó üzemmódból.
A PS4 képes a Remote Play szolgáltatáson keresztül a PlayStation Vitára streamelni a videoképet, így a támogatott játékokat a távolból is lehet játszani a kézikonzolon. Az összes PS4-játék, amelyhez nem szükséges speciális irányító vagy a kamera játszható ilyen mód a PlayStation Vitán is. A játékfejlesztők Vita specifikus irányítást adhatnak a játékaikhoz, mivel a marokkonzolon kevesebb gomb van, mint a DualShock 4 kontrolleren. Ezen túl a Remote Play szolgáltatás elérhető Windowson és macOS-en, illetve Android és iOS mobil operációs rendszert futtató eszközökön is.
A PlayStation App segítségével a hordozható eszközök is kapcsolatba léphetnek a PlayStation 4-gyel, hasonlóan az Xbox SmartGlasshoz. A program iOS és Android okostelefonokon és táblagépeken érhető el. A játékosok a szoftveren keresztül távolról többek között PS4 játékokat vehetnek és tölthetik le azt a konzolra, a többi játékos élő játékvideóit nézhetik vagy a játék közben annak térképe is megjeleníthető a mobil eszközökön.

## Szoftver és szolgáltatások

A PlayStation 4 rendszerszoftvere

A PlayStation 4 natív operációs rendszere az Orbis OS, ami a FreeBSD 9 kerneljére épül.
Bár a konzol működéséhez nem szükséges internetkapcsolat, ám a Sony szerint a PlayStation 4 szolgáltatásai jóval gazdagabbak online kapcsolat mellett. A PlayStation Networkön (PSN) keresztül a PS4 játékosok különböző felhő alapú szolgáltatásokat érhetnek el a PlayStation Store-ból, köztük a Sony Music Unlimited és Video Unlimited előfizetéshez kötött szolgáltatásait. A felhasználók a Gaikain keresztül kereshetnek és streamelhetnek játékokat, amiket szinte azonnal ki is próbálhatnak. Ellentétben a korábbi PlayStation-konzolokkal a PlayStation 4 online többjátékos hozzáféréséhez konzolonként egy a PlayStation Plus szolgáltatásra előfizetett PSN-fiók szükséges, de a free-to-play játékok, így például a DC Universe Online, a PlanetSide 2 vagy a Warframe és az aszinkron funkciók, mint például az internetes ranglisták előfizetés nélkül is elérhetőek lesznek. Mivel fizetős lesz az online többszereplős játék, ezért a Sony nem fogja megengedi a kiadóknak az online passok használatát a rendszeren. A Sony tervei szerint a PlayStation 4 életciklusa folyamán ki fogja bővíteni és tovább fogja fejleszteni a konzol szolgáltatásait.

### Felhasználói felület
A PlayStation 4 leváltotta a XrossMediaBart egy új, PlayStation Dynamic Menu nevű felhasználói felülettel. A játékosok felhasználói profilja is továbbfejlesztésre került, mutatja a legutóbbi tevékenységeket, a játékosok teljes nevét, és több egyéb részlet mellett a megszerzett trófeákat. A PS4 kezdőképernyőjén barátoktól érkező személyre szabható elemek is szerepelnek. Külsős cégek szolgáltatásai, mint például a Netflix vagy az Amazon Instant Video is elérhetőek az új interfész részeként. A játékok során is lehetőség van a multitaszkra, így például nem kell bezárni a játékot ahhoz, hogy meg lehessen nyitni a webböngészőt.

## Közösségi funkciók
A szocialitás volt a Sony által bemutatott öt alapelv egyike. Ugyan a konzolban továbbfejlesztett közösségi funkciók vannak, azonban ezek csak opcionálisak és teljesen ki is kapcsolhatóak. A játékosoknak lehetősége van, hogy a korábbi anonimitást biztosító becenevük mellett a barátaik számára láthatóvá tegyék a valódi nevüket is.

### Megosztás
A DualShock 4 kontrolleren külön Share (megosztás) gomb van, amit lenyomva a játékosnak lehetősége nyílik, hogy 15 percig visszamenően visszanézze a játékbeli előrehaladását, majd abból videókat vagy képeket osszon meg. A média zökkenőmentesen feltölthető a konzolról a PSN felhasználói számára vagy a különböző közösségi oldalakra, így a Facebookra vagy a YouTube-ra.

### Élő közvetítés
A játékosok kamera és mikrofon támogatás mellett a PS4 felhasználói felületén keresztül élőben követhetik a barátaik játékmenetét, nézhetik azokat vagy az irányítást átvéve segíthetnek továbbjutni a játékban. A felhasználók élőben közvetíthetik a játékaikat a Ustream és hasonló szolgáltatásokon keresztül, a barátaik megjegyzéseket fűzhetnek ezekhez a különböző webböngészők és egyéb eszközök segítségével. Egy szoftverfejlesztő készlet lehetőséget biztosít bármely játékfejlesztő számára, hogy Twitch funkcionalitást adjanak a játékaikhoz.

## Játékok
A Sony Computer Entertainment of America vezérigazgatója, Jack Tretton elmondásai szerint a PlayStation 4 játékok ára 0,99 és 60 amerikai dollár között fognak mozogni. A PlayStation 4-játékok nem lesznek régiózárasak, a játékosok szabadon kereskedhetnek velük, adhatják kölcsön őket vagy adhatnak tovább rajtuk.
A Sony reménykedik benne, hogy a PS4-re egyszerűbb lesz a független játékfejlesztőknek játékot készíteni. A 2013-as E3-as Sony rendezvényen a cég bejelentette, hogy engedélyezni fogja, hogy a független fejlesztők saját maguk jelentessék meg PlayStation 3-, 4- és Vita-játékaikat a PlayStation Network hálózatán keresztül. A cég azt is közzétette, hogy 2013 végéig legalább tíz független fejlesztésű játék konzolos bemutatkozása fog megtörténni PlayStation 4-en.

### Dobozos és digitális tartalmak
A rendszer a korábbi PlayStation platformokhoz hasonlóan támogatni fogja a letölthető tartalmakat. Az összes boltban megvásárolható lemezes PlayStation 4-játék elérhető lesz digitális letöltés formájában is, illetve minden játékot ki lehet majd ingyenesen próbálni. A Sony nem fogja megtiltani a másodkézből vásárolt dobozos használt játékok futtatását és nem fogja megkövetelni a játékok eredetiségének interneten keresztüli rendszeres ellenőrzését.

### PlayGo
A digitális játékok interneten keresztüli megvásárlása esetén, azoknak csak egy kisebb részét (például az első pályát) kell letölteni a rendszerre mielőtt játszani lehet velük, a hátralévő adatot játék közben tölti le a rendszer, ezzel csökkentve a várakozási időket. Ha a felhasználó lemezről futtatja a játékot, akkor a PS4 a játék alatt adatokat telepít a merevlemezre, ezáltal megszüntetve a töltési időket. Ehhez hasonlóan a rendszerfrissítések zökkenőmentesen, a háttérben fognak letöltődni, a játékos tevékenységét nem fogják félbeszakítani. Ez a funkció a gép másodlagos háttérprocesszorának köszönhetően érhető el. A PS4-ben lesz egy olyan technológia, amely megpróbálja megállapítani a felhasználó ízlését, így köztük azt, hogy a játékost mely játékok érdekelhetik, és azok egy kisebb részét automatikusan letölti a háttérben, akár alvó üzemmódban is az időspórolás végett.

### Alvó üzemmód
A játékosnak lehetősége van alvó üzemmódba tenni a PS4 konzolt akár játék közben is, ilyenkor a játék megáll, a gép pedig kikapcsol, és a led sárgán világít. Ilyenkor fontos, hogy ne szakítsuk meg a gép áramellátását. Akár órákkal vagy napokkal később amikor a játékos újra játszani szeretne, csak bekapcsolja a gépet és ott folytatja ahol abbahagyta, nem kell betölteni a játékot, sem bemenni a főmenübe. A gép alvó módban képes frissítések letöltésére és telepítésére, amennyiben ez engedélyezve van.

### Visszafelé kompatibilitás
A PlayStation 4 megjelenésekor nem fogja támogatni a korábbi PlayStation konzolok dobozos vagy digitálisan letöltött játékainak futtatását. A Sony a korábbi konzolgenerációk játékaival való visszafelé kompatibilitás hosszú távú megoldásának a felhő alapú emulációt tartja, ám a cég a konzolba épített emulációt sem zárta ki.
A Sony a tervei szerint el kíván majd indítani egy felhő alapú streaming szolgáltatást a 2012 júliusában felvásárolt Gaikain keresztül. A rendszer fogja emulálni és lerenderelni az előző generációs PlayStation játékokat, majd azt az interneten keresztül tovább streamelni a PS4 és valószínűleg a Vita felé.

## Fogadtatás
A konzol fogadtatása a játékfejlesztők és a szaksajtó részéről is pozitív volt.
Mark Rein, az Epic Games alelnöke dicsérte a Sony rendszerének „feljavított” architektúráját, magát a konzolt pedig egy „fenomenális hardver”-nak írta le. John Carmack, az id Software programozója és társalapítója szerint „a Sony bölcs mérnöki döntéseket hozott”, míg Randy Pitchford, a Gearbox Software elnöke elégedettségét fejezte ki a konzol nagysebességű memóriájának mennyiségével.
A Eurogamer „lenyűgözőnek” nevezte a PS4 grafikai technológiáját és javulást véltek felfedezni a PlayStation 3 játékok fejlesztése során felmerülő nehézségektől. Ted Price, az Insomniac Games elnök-vezérigazgatója azt mondta, hogy: „Mint a Sony sokéves partnerei néhány nagyon király konzolos technológiát élvezhettünk az elmúlt néhyán évtizedben, és úgy néz ki, hogy a PS4 folytatni fogja ezt a szokást. Úgy gondolom, hogy a legtöbbünk a konzolfejlesztés világában mindig több erőre, több memóriara, nagyobb háttértárra, gyorsabb töltési időkre vágyik… A Sony egyértelműen megmutatta, hogy ezeket a fejlesztéseket mind megkapjuk a konzollal. Azonban, mivel mi itt, az Insomniacnál imádunk új játékokat készíteni, ezért, ami különösen menőnek néz ki az a Gaikai streaming, ami lehetővé teheti, hogy különböző készülékeken tapasztald meg a konzoljátékokat.”
A Sony 2013-as E3-as sajtókonferenciája után az IGN szerkesztői pozitív véleménnyel voltak a Sony a független játékfejlesztőkhöz való hozzáállásához és a játékokkal való kereskedelem lehetőségéhez, megjegyezték, hogy „a legtöbb játékos egyetértene abban”, hogy ha „téged és annyira érdekelnek a játékok [mint a Sony-t], akkor PlayStation 4-et fogsz venni.” A PlayStation 4 szabadon cserélhető és bővíthető merevlemezét is dicsérte az IGN, Scott Lowe szerint ez egy „újabb előnyt” jelent az Xbox One-nal szemben, aminek nem cserélhető a merevlemeze.
A GameSpot szerint is a PlayStation 4 lesz a „játékosok választása a következő generációban”, hivatkozva annak árára, a szigorú DRM hiányára, és elsősorban a Sony a „fogyasztók elismeréséért” és a „célcsoport tiszteletbentartásáért” tett erőfeszítéseire. Tom McShea, a GameSpot egyik írója szerint „azzal, hogy nemet mondtak a használt játékok korlátozására és az állandó internetkapcsolatra, amit a Microsoft oly boldogan épít be az Xbox One-ba, a Sony a PlayStation 4-et emelte azzá a konzollá, amit meg kell venni ezen ünnepi időszak alatt.”

### Eladások
| Régió              | Összes hardvereladás a régióban         |
| ------------------ | --------------------------------------- |
| Japán              | 7,5 millió (2018. december 23-ig)       |
| Németország        | 3,2 millió (2016 júliusáig)             |
| Egyesült Királyság | 3 millió (2016. január 31-ig)           |
| Franciaország      | 2 millió (2016. január 21-ig)           |
| Kína               | közel 1,5 millió (2018. augusztus 2-ig) |
| Spanyolország      | 700 000 (2015. június 17-ig)            |
| Dél-Afrika         | 50 000 (2014. december 12-ig)           |
| Világszerte        | 91,6 millió (2018. december 31-ig)      |

A PlayStation 4 utáni kereslet nagy volt. 2013 augusztusában a Sony bejelentette, hogy több, mint egymillió előrendelést adtak le a konzolra, míg az észak-amerikai nyitány napján egymillió PlayStation 4-konzolt adtak el a régióban. Az Egyesült-Királyságban a PlayStation 4 lett az addigi legerősebb eladással nyitó videójáték-konzol: 48 óra alatt 250 000 példányt adtak el, míg az öt héten 530 000 darabot.
2014. január 7-én Andrew House a Consumer Electronics Show (CES) kiállításon adott beszédében bejelentette, hogy 2013 végéig 4,2 millió PS4-egységet adtak el, amihez több, mint 9,7 millió eladott szoftver társult. 2014. február 18-án a Sony bejelentette, hogy február 8-ig több, mint 5,3 millió PS4-konzolt adott el. A konzol japán megjelenésének első két napján 322 083 egységet adtak el. 2014. április 13-ára a PS4-szoftver eladások meghaladták a 20,5 milliót. Japánban a 2013-as üzleti évben a PS4 iránti megnövekedett kereslet elősegítette a Sonyt a konzoleladások meghódításra, amivel a Nintendót nyolc óta sikerült megelőznie.
| Hardvereladások világszerte         | Szoftvereladások világszerte        | Arány             |
| ----------------------------------- | ----------------------------------- | ----------------- |
| 2,1 millió (2013. december 1-ig)    | N/A                                 | N/A               |
| 4,2 millió (2013. december 28-ig)   | 9,7 millió (2013. december 28-ig)   | 2,31 játék/konzol |
| 5,3 millió (2014. február 8-ig)     | N/A                                 | N/A               |
| 6,0 millió (2014. március 2-ig)     | 13,7 millió (2014. március 2-ig)    | 2,28 játék/konzol |
| 7,0 millió (2014. április 6-ig)     | 20,5 millió (2014. április 6-ig)    | 2,93 játék/konzol |
| 10,0 millió (2014. augusztus 10-ig) | 30 millió (2014. augusztus 10-ig)   | 3 játék/konzol    |
| 14,4 millió (2014. november 22-ig)  | 64,0 millió (2014. november 22-ig)  | 4,44 játék/konzol |
| 18,5 millió (2015. január 4-ig)     | 81,8 millió (2015. január 4-ig)     | 4,42 játék/konzol |
| 20,2 millió (2015. március 1-ig)    | N/A                                 | N/A               |
| 30,2 millió (2015. november 22-ig)  | N/A                                 | N/A               |
| 35,9 millió (2016. január 3-ig)     | N/A                                 | N/A               |
| 40,0 millió (2016. május 22-ig)     | 270,9 millió (2016. május 22-ig)    | 6,77 játék/konzol |
| 50,0 millió (2016. december 6-ig)   | 369,6 millió (2016. december 6-ig)  | 7,39 játék/konzol |
| 53,4 millió (2017. január 1-ig)     | 401,1 millió (2017. január 1-ig)    | 7,51 játék/konzol |
| 60,4 millió (2017. június 11-ig)    | 487,8 millió (2017. június 11-ig)   | 8,08 játék/konzol |
| 70,6 millió (2017. december 3-ig)   | 617,8 millió (2017. december 3-ig)  | 8,75 játék/konzol |
| 73,6 millió (2017. december 31-ig)  | 645 millió (2017. december 31-ig)   | 8,76 játék/konzol |
| N/A                                 | 777,9 millió (2018. június 30-ig)   | N/A               |
| 81,2 millió (2018. július 22-ig)    | N/A                                 | N/A               |
| 91,6 millió(2018. december 31-ig)   | 876,0 millió (2018. december 31-ig) | 9,56 játék/konzol |

| Negyedéves leszállított hardver világszerte         | Összes leszállított hardver világszerte              |
| --------------------------------------------------- | ---------------------------------------------------- |
| 4,5 millió (nyitány–2013. december 31.)             | 4,5 millió (2013. december 31-ig)                    |
| 3,0 millió (2014. január 1. – 2014. március 31.)    | 7,5 millió (2014. március 31-ig)                     |
| 2,7 millió (2014. április 1. – 2014. június 30.)    | 10,2 millió (2014. június 30-ig)                     |
| 3,3 millió (2014. július 1. – 2014. szeptember 30.) | 13,5 millió (2014. szeptember 30-ig)                 |
| 6,4 millió (2014. október 1. – 2014. december 31.)  | 19,9 millió (2014. december 31-ig)                   |
| 2,4 millió (2015. január 1. – 2015. március 31.)    | 22,3 millió (2015. március 31-ig)                    |
| 3,0 millió (2015. április 1. – 2015. június 30.)    | 25,3 millió (2015. június 30-ig)                     |
| 4,0 millió (2015. július 1. – 2015. szeptember 30.) | 29,3 millió (2015. szeptember 30-ig)                 |
| 8,4 millió (2015. október 1. – 2015. december 31.)  | 37,7 millió (2015. december 31-ig)                   |
| 2,3 millió (2016. január 1. – 2016. március 31.)    | 40,0 millió (2016. március 31-ig)                    |
| 3,5 millió (2016. április 1. – 2016. június 30.)    | 43,5 millió (2016. június 30-ig)                     |
| 3,9 millió (2016. július 1. – 2016. szeptember 30.) | 47,4 millió (2016. szeptember 30-ig)                 |
| 9,7 millió (2016. október 1. – 2016. december 31.)  | 57,1 millió (2016. december 31-ig)                   |
| 2,9 millió (2017. január 1. – 2017. március 31.)    | 60,0 millió (2017. március 31-ig)                    |
| 3,3 millió (2017. április 1. – 2017. június 30.)    | 63,3 millió (2017. április 1. – 2017. június 30.)    |
| 4,2 millió (2017. július 1. – 2017. szeptember 30.) | 67,5 millió (2017. július 1. – 2017. szeptember 30.) |
| 9,0 millió (2017. október 1. – 2017. december 31.)  | 76,5 millió (2017. december 31-ig)                   |
| 2,5 millió (2018. január 1. – 2018. március 31.)    | 79,0 millió (2018. március 31-ig)                    |
| 3,2 millió (2018. április 1. – 2018. június 30.)    | 82,2 millió (2018. június 30-ig)                     |
| 3,9 millió (2018. július 1. – 2018. szeptember 30.) | 86,1 millió (2018. szeptember 30-ig)                 |

## Hardverrevíziók

### PlayStation 4 Slim
2016. szeptember 7-én a Sony bemutatta a PlayStation 4 hardverrevízióját, a CUH–2000-es modellszámú PlayStation 4 Slimet. A Slim az eredeti PS4-hardver 40%-kal kisebb méretű revíziója, lekerekített sarkokkal és matt külsővel. A Slimen a két elülső USB-port között nagyobb teret hagytak, illetve eltávolították az optikai hangportot. A konzol 2016. szeptember 15-én jelent meg, az 500GB-os verzió az eredeti modellel megegyező áron került piacra.

### PlayStation 4 Pro
A PlayStation 4 Pro (kódnevén Neo) revíziót 2016. szeptember 7-én jelentették be, és világszerte 2016. november 10-én került forgalomba. A modellszáma CUH–7000. A konzol az eredeti PlayStation 4 felújított verziója, erősebb hardverrel, mely lehetőséget biztosít a 4K felbontásra és a javított PlayStation VR-teljesítményre. A grafikai processzorra 4,2 teraflop teljesítményű, de processzorának is nagyobb az órajele. A PS4 Prón futó játékokat jobb grafikai megjelenítésre és 4K-támogatásra is lehet optimalizálni. Ugyan a PS4 Pro képes 4K videók streamelésére, azonban nem támogatja az Ultra HD Blu-ray formátumot.
A PS4 Pro a Remote Play, a Share Play és a játékvideó-streamelést 1080p felbontásig, illetve 60 képkocka/másodperces képfrissítésig támogatja. A share gombbal 2160p felbontású képernyőmentéseket, illetve 1080p/30fps videókat lehet rögzíteni.

## Fordítás
- Ez a szócikk részben vagy egészben a PlayStation 4 című angol Wikipédia-szócikk ezen változatának fordításán alapul.  Az eredeti cikk szerkesztőit annak laptörténete sorolja fel. Ez a jelzés csupán a megfogalmazás eredetét és a szerzői jogokat jelzi, nem szolgál a cikkben szereplő információk forrásmegjelöléseként.